# Гурінка
Гури́нка (рос. Гуринка) — річка в Удмуртії (Сюмсинський район), Росія, ліва притока Лумпуна.
Річка починається за 1,5 км на північний схід від села Гура (звідси й назва). Русло спрямоване спочатку на захід, потім на південний захід. Впадає до Лумпуна на схід від колишнього присілку Васюки.
Русло вузьке, долина широка. Береги заліснені, в нижній течії заболочені. Приймає декілька дрібних приток.
Над річкою розташоване село Гура, де русло двічі перетинають мости.